# Bothynus alvarengai
Bothynus alvarengai är en skalbaggsart som beskrevs av Martinez 1983. Bothynus alvarengai ingår i släktet Bothynus och familjen Dynastidae. Inga underarter finns listade.